# Ciudad General Escobedo
Ciudad General Escobedo (alternativt General Escobedo, eller bara Escobedo) är en stad i nordöstra Mexiko och är belägen i delstaten Nuevo León. Staden ingår i Monterreys storstadsområde och har 317 069 invånare (2007), med totalt 321 621 invånare (2007) i hela kommunen på en yta av 167 km².
Staden grundades 25 april 1604 och har fått sitt nuvarande namn efter Mariano Escobedo, en mexikansk general och guvernör under andra halvan av 1800-talet.